# Навзика
Навзика или Навзикея (на гръцки: Ναυσικάα) в древногръцката митология е дъщерята на царя на феаките Алкиной и жена му, царица Арета.
Навзика намира на брега на острова си – Схерия, претърпелия корабокрушение Одисей и го води в двореца на баща си. Баща ѝ му осигурява кораб, който да го върне в Итака. Според Аристотел и Диктис от Крит, тя се омъжва за Телемах, сина на Одисей и имат син, наречен Персептолис или Птолипортис.